# Ligularia jamesii
Ligularia jamesii là một loài thực vật có hoa trong họ Cúc. Loài này được (Hemsl.) Kom. mô tả khoa học đầu tiên năm 1907.